# Pougne-Hérisson

Pougne-Hérisson este o comună în departamentul Deux-Sèvres, Franța. În 2009 avea o populație de 366 de locuitori.